# SMS Blitz (1888)
Az SMS Blitz az Osztrák–Magyar Monarchia Komet-osztályú torpedóhajója (őrhajója) volt az első világháborúban. Testvérhajója az SMS Komet volt és még nagyon hasonlított rá az SMS Meteor.

## Pályafutása
1887 októberében megkötötték a szerződést az építésére. 1888. február 20-án I. Ferenc József császár rendeletileg jóváhagyta a nevét. Február 23-án elkezdődött az építése. Július 7-én vízre bocsátották. Augusztus 25-29 között próbautat hajtott végre Pillau és Brüsterort között, mely során 21,5 csomó sebességet ért el, ami kevesebbnek bizonyult a vártnál. Különböző hajócsavarokkal kísérleteztek. Kidokkolták, mélyebbre állították a bakcsapágyat és egy nagyobb, 3,00 m-es átmérőjű csavart szereltek fel. A hajó vízvonal alatti részét Bersteinlakkal vonták be. 1899-ben tartalékállományban volt. Aknatelepítő berendezéssel látták el és kicserélték a felső fedélzetét. 1903-ban a hátsó 4,7 cm-es gyorstüzelő löveg helyett egy 35 cm-es fedélzeti torpedóindító állványzatot kapott. Ezután tartalékállományban volt. 1906. október 1-én a fiumei Haditengerészeti Akadémiához vezényelték.
1914. november 29-én egy ellenséges tengeralattjárót üldözött a Cattarói-öbölben. 1915. január 19-én szintén egy ellenséges tengeralattjáróra vadászott. Ugyanezt tette január 31-én és február 4-én. Április 30-án Pólába érkezett, ahol kidokkolták javítás céljából. 1916-ban a Cattarói-öbölben szolgált. December 16-án kifutott Póla felé. December 18-án megérkezett Pólába, ahol helyi védelmi feladatokat látott el. 1917 minden harmadik napon a kikötő előtt cirkált. Május 26-án aknákat telepített Antivari előtt. Szeptember 9 után Isztria előtt cirkált és kísérőszolgálatot látott el. 1918-ban Pólában állomásozott és konvojkíséréseket végzett. 1920-ban Olaszországnak ítélték azzal a feltétellel, hogy hat éven belül le kell bontani.